# دیوید مکنا (نویسنده)
دیوید مکنا (انگلیسی: David McKenna؛ زادهٔ ۱۴ اوت ۱۹۶۸) فیلم‌نامه‌نویس و تهیه‌کننده اهل ایالات متحده آمریکا است. وی بیشتر برای نوشتن فیلمنامه‌های تاریخ مجهول آمریکا، کوکائین و سوات شناخته شده است.